# Eżektor
Eżektor – urządzenie wywołujące spadek ciśnienia statycznego w rurociągu, w celu umieszczenia w tym rurociągu dodatkowej porcji gazów lub jakiegoś materiału.
Spadek ciśnienia statycznego wywołany jest specjalnym przewężeniem, w którym następuje wzrost prędkości gazu zgodnie z prawem Bernoulliego, a co za tym idzie miejscowy wzrost ciśnienia dynamicznego i spadek ciśnienia statycznego.
Urządzenie znajduje szerokie zastosowanie we wszelkiego rodzaju przenośnikach pneumatycznych, umożliwiając załadunek do nich np. ziaren zbóż i ich przemieszczanie razem z cząsteczkami powietrza. Eżektor stosuje się w przenośniku pneumatycznym w miejscu wprowadzania materiału do rurociągu np. pod koszem zasypowym.
Na zasadzie eżektora działa też większość typów aerografów, gdzie strumień sprężonego powietrza przepływającego przez dyszę, zasysa farbę ze zbiorniczka.
Bardzo podobnym urządzeniem jest inżektor (strumienica). Urządzenie podobne z zasady działania, ale innej budowy i odmiennych parametrów.

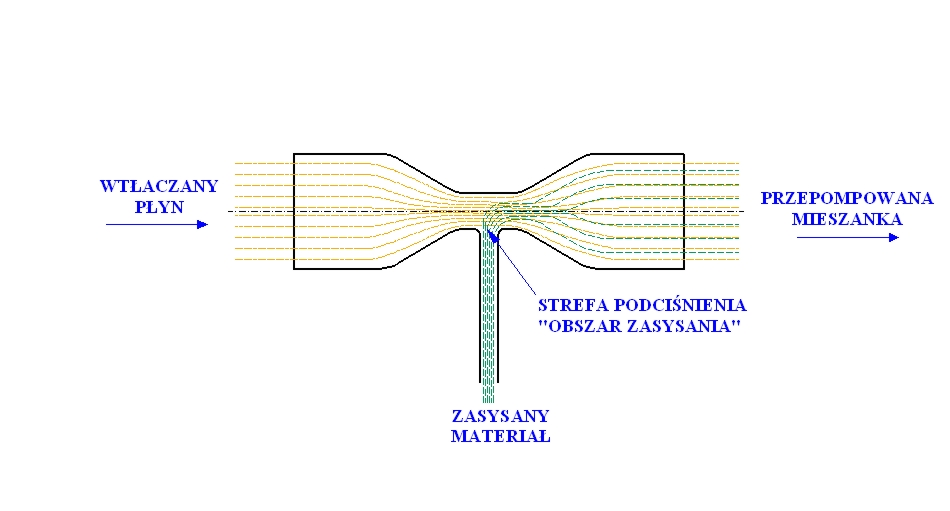
Schemat zasady działania eżektora